# Solanum baretiae
Solanum baretiae es una especie de planta fanerógama perteneciente a la familia Solanaceae. Es originaria de Perú en Cajamarca en la Provincia de Contumazá a una altitud de 2500 metros.

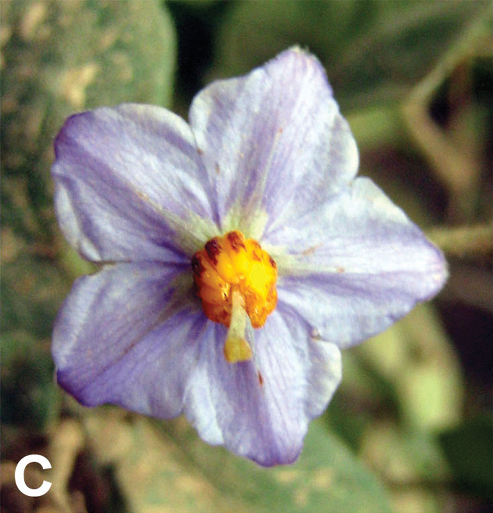
Flor

## Taxonomía
Solanum baretiae fue descrita por Eric J. Tepe y publicado en PhytoKeys 8: 39, f. 1–2. 2012.
Etimología
Solanum: nombre genérico que deriva del vocablo Latíno equivalente al Griego στρνχνος (strychnos) para designar el Solanum nigrum (la "Hierba mora") —y probablemente otras especies del género, incluida la berenjena— , ya empleado por Plinio el Viejo en su Historia naturalis (21, 177 y 27, 132) y, antes, por Aulus Cornelius Celsus en De Re Medica (II, 33). Podría ser relacionado con el Latín sol. -is, "el sol", debido a que la planta sería propia de sitios algo soleados.
baretiae: epíteto otorgado en honor de la botánica francesa Jeanne Baret.